# Championnat de Mongolie de football 2020
Navigation
Saison précédente Saison suivante
La saison 2020 du Championnat de Mongolie de football est la vingt-cinquième édition de la National Premier League, le championnat de première division en Mongolie. Les dix équipes sont regroupées au sein d'une poule unique où elles s'affrontent deux fois, à domicile et à l'extérieur. Les deux derniers du classement sont relégués et remplacés par le champion et le deuxième de First League, la deuxième division nationale.
Le club d'Athletic 220 Football Club remporte son premier titre de champion cette saison après avoir terminé en tête du classement final.
Grâce à ce succès, le club se qualifie pour la Coupe de l'AFC 2021.

## Les clubs participants
- Erchim fusionne avec Khaan Khuns Titem et se renomme Khaan Khuns-Erchim FC
- Khangarid
- Anduud City
- FC Sumida-Gepro - Promu de First League
- Ulaanbaatar Mazaalai - Promu de First League
- Selenge Press Falcons
- FC Ulaanbaatar
- Deren FC
- Ulaanbaatar City FC
- Athletic 220 FC

## Compétition
Le barème de points servant à établir le classement se décompose ainsi :
- Victoire : 3 points
- Match nul : 1 point
- Défaite : 0 point

### Classement
| Rang | Équipe                 | Pts | J  | G  | N | P  | Bp | Bc | Diff |
| ---- | ---------------------- | --- | -- | -- | - | -- | -- | -- | ---- |
| 1    | Athletic 220 FC        | 40  | 18 | 12 | 4 | 2  | 56 | 14 | +42  |
| 2    | FC Ulaanbaatar         | 38  | 18 | 12 | 2 | 4  | 56 | 22 | +34  |
| 3    | Khangarid              | 36  | 18 | 11 | 3 | 4  | 52 | 24 | +28  |
| 4    | Khaan Khuns-Erchim FC  | 35  | 18 | 11 | 2 | 5  | 64 | 20 | +44  |
| 5    | Selenge Press Falcons  | 35  | 18 | 11 | 2 | 5  | 49 | 18 | +31  |
| 6    | Deren FC               | 33  | 18 | 10 | 3 | 5  | 40 | 21 | +19  |
| 7    | Ulaanbaatar City FCT   | 24  | 18 | 7  | 3 | 8  | 38 | 28 | +10  |
| 8    | Anduud City            | 10  | 18 | 3  | 1 | 14 | 21 | 72 | -51  |
| 9    | Ulaanbaatar Mazaalai P | 9   | 18 | 3  | 0 | 15 | 10 | 77 | -67  |
| 10   | FC Sumida-Gepro P      | 0   | 18 | 0  | 0 | 18 | 7  | 97 | -90  |

|  | Qualification pour la Coupe de l'AFC 2021                                           |
|  | Relégation en First League                                                          |
|  | T : Tenant du titre C : Vainqueur de la Coupe de Mongolie P : Promu de First League |

- source site officiel

## Bilan de la saison
| Championnat de Mongolie de football 2020 |                                        |
| Champion                                 | Athletic 220 Football Club (1er titre) |
| Qualifications continentales             |                                        |
| Coupe de l'AFC 2021                      | Athletic 220 Football Club             |
| Promotions et relégations                |                                        |
| Promus en National Premier League        | BCH Lions                              |
| Promus en National Premier League        | Khoromkhon                             |
| Relégués en First League                 | FC Sumida-Gepro                        |
| Relégués en First League                 | Ulaanbaatar Mazaalai                   |